# Таргум
«Таргум» (івр. תרגום, мн.: targumim, «переклад, тлумачення») — загальна назва для перекладів Старого Заповіту на арамейську мову.

## Історія
Згідно з Єврейською енциклопедією Брокгауза і Ефрона слово Таргум походить від дієслова תרגם, зустрічається в Ездр 4:7. 